# Constantino VI de Constantinopla
Constantino VI, (* ¿?, (¿?) – Grecia, ¿?) Patriarca de Constantinopla desde su elección el 17 de diciembre de 1924 hasta su renuncia al patriarcado el 22 de mayo de 1925 tras ser exiliado por el gobierno turco y refugiarse en Grecia.
| Predecesor: Gregorio VII | Patriarca de Constantinopla 1924 – 1925 | Sucesor: Basilio III |

- Datos: Q556796
- Multimedia: Constantine VI of Constantinople / Q556796